# 佘山地震基准台
佘山地震基准台的前身是上海徐家汇天文台（法語：l'Observatoire de Zi-Ka-Wei）。1950年由中华人民共和国政府接管，1952年10月迁至佘山山顶，1976年11月从山顶迁至佘山山脚。佘山地震基准台现归上海市地震局管理，是中国建台最早、装备最先进、资料最丰富的地震基准台之一。